# Андрианов, Алексей Владимирович
Алексей Владимирович Андрианов (род. 22 октября 1976 года) — российский кинорежиссёр, сценарист и оператор.

## Биография
Алексей Андрианов окончил операторский факультет ВГИКа. В 2009 году окончил высшие курсы сценаристов и режиссёров.

## Творчество
В 2009 году Алексей снял короткометражный фильм «Последний день Булкина И. С.» с участием Сергея Габриэляна и Виктора Вержбицкого. Фильм принёс режиссёру диплом за оригинальность замысла и точность воплощения на ХVII ОФ студенческих и дебютных фильмов «Святая Анна» в Москве (2010).
В 2012 году Алексей снял фильм «Шпион» по заказу студии «ТриТэ» и телеканала «Россия». В 2013 году за этот фильм Алексей Андрианов был удостоен премии «Ника» в номинации «Открытие года».
В 2015 году снял фильм «Воин».

## Режиссёрская фильмография
- 2012 — Шпион
- 2015 — Воин
- 2016 — Возвращение в Изумрудный город
- 2016 — София
- 2018 — 2019 — Годунов (совместно с Тимуром Алпатовым)
- 2020 — Грозный
- 2021 — Васнецова[3]